# Vanke Rays
Die Vanke Rays (chinesisch 深圳万科陽光 oder 万科陽光, Pinyin Shēnzhèn Wànkē Yángguāng oder Wànkē Yángguāng, Yale Sāmzan Mahkfō Yeùhnggwōng or Mahkfō Yeùhnggwōng) waren ein chinesisches Fraueneishockeyteam aus Shenzhen, das in der Saison 2017/18 in der Canadian Women’s Hockey League spielte und der Chinese Ice Hockey Association (CIHA) unterstand. Im August 2017 wurde Shirley Hon als erste General Managerin des Teams vorgestellt.
Im Rahmen des CWHL Drafts 2017 wählten die Rays Cayley Mercer, Elaine Chuli, Brooke Webster, Hanna Bunton, Emily Janiga, Ashleigh Brykaliuk und Emma Woods aus.
In der Saison 2017/18 belegten die Rays nach der Hauptrunde den fünften Platz und verpassten damit die Play-offs. Vor der Saison 2018/19 wurden die Vanke Rays aufgelöst respektive mit dem Frauenteam von Kunlun Red Star fusioniert. Das so entstandene Team spielte unter dem Namen Shenzhen KRS Vanke Rays weiter in der CWHL.